# Hemoragie intracerebrală
Hemoragia intracerebrală (ICH), cunoscută și sub numele de sângerare/Hemoragie cerebrală și hemoragia intraparenchimală, este o sângerare bruscă în țesuturile creierului, în ventriculii săi sau în ambele. Este un fel de sângerare în interiorul craniului și este un fel de accident vascular cerebral.
Simptomele pot fi dureri de cap, slăbiciune unilaterală, vărsături, convulsii, scăderea nivelului de conștiență și rigiditate a gâtului. De multe ori simptomele se înrăutățesc în timp. Febra este, de asemenea, frecventă.
Cauzele pot fi traumatisme cerebrale, anevrisme, malformații arterio-venoasă și tumori cerebrale. Cei mai mari factori de risc pentru sângerări spontane sunt hipertensiunea arterială și amiloidoza. Alți factori de risc sunt alcoolismul, colesterolul scăzut, diluanții de sânge și consumul de cocaină. Diagnosticul se face de obicei prin scanare CT. Alte afecțiuni care pot apărea în mod similar sunt accident vascular cerebral ischemic.
Tratamentul trebuie de obicei efectuat într-o unitate de anestezie și terapie intensivă. Liniile directoare recomandă scăderea tensiunii arteriale la o sistolică] de 140 mmHg. Diluanții de sânge trebuie inversați dacă este posibil și glicemia trebuie menținută în intervalul normal. Intervenția chirurgicală pentru plasarea unui drenaj ventricular poate fi utilizată pentru tratarea hidrocefaliei, dar corticosteroizii nu ar trebui folosiți. Chirurgia pentru îndepărtarea sângelui este utilă în anumite cazuri.
Sângerările cerebrale afectează aproximativ 2,5 la 10.000 de persoane în fiecare an. Apare mai des la bărbați și la persoanele în vârstă. Aproximativ 44% dintre cei afectați mor în decurs de o lună. Un rezultat bun apare la aproximativ 20% dintre cei afectați. Hemoragia intracerebrală, un tip de accident vascular cerebral hemoragic, s-a distins mai întâi de accidentele vascular cerebrale ischemice din cauza fluxului sanguin insuficient, așa-numitele „leaks and plugs” („scurgeri și dopuri”), în 1823.